# Karabinek wz. 1988 Tantal
A karabinek wzór 1988 (1988-as karabély modell) Tantal egy 5,45 mm-es gépkarabély, melyet Lengyelországban terveztek és gyártottak az 1980-as évek végén.

## Fejlesztés
Az új fegyver tervezési munkálatai hivatalosan 1984-ben kezdődtek a kormányzati tulajdonban lévő Ośrodek Badawczo-Rozwojowy (OBR) cégnél, Radom városában, a lengyel védelmi minisztérium kérelmére. 1985-ben a fegyver paramétereit elfogadták, majd a gyár vezette teszteket is elkezdték az év végére. 1986-ban az első prototípusok elkészültek a minőségi és értékelési vizsgálatokhoz.
Ezeket a prototípusokat, melyek hivatalos megjelölése a wz. 1981 volt, a szovjet gyártmányú 5,45 mm-es AK–74 gépkarabélyról modellezték és alkatrészei nagy része megegyezett az AKM gépkarabélyéval. Mivel a fegyvert úgy tervezték, hogy képes legyen puskagránátok kilövésére, egy új tervezésű, többfunkciós csőszájeszközt és egy erősebb behajtható válltámaszt használtak hozzá (a fém válltámasz a kelet-német MPi–KMS–72 gépkarabély válltámaszának másolata). Továbbá a wz. 81 gépkarabélyt ellátták egy mechanikusan korlátozott sorozatlövés tüzelési móddal, melyet az AKMS wz. 1980 prototípustól kölcsönöztek, amit az 1970-es évek végén fejlesztett ki az OBR.
1987 végére a fegyvert alaposan átdolgozták és továbbfejlesztették (többek között bevezettek egy sor olyan alkatrészt, melyek csereszabatosak voltak az AK–74 gépkarabély egyes alkatrészeivel, ide tartozott a zárkeret, zár, tölténytárak és a sorozatlövés tüzelési mód). 1988 januárjában ezeket a továbbfejlesztett prototípusokat ismét letesztelték, majd 1989-ben bejelentették, hogy a fegyverek megfelelnek az elvárásoknak, ezt követően meg is rendeltek egy elő-sorozatot, amit még abban az évben le is gyártottak. 1990-ben a fegyverek sikeresen átmentek a végső teszteken. 1991-ben a gépkarabélyt szolgálatba állították a lengyel hadseregben 5,45 mm karabinek wz. 1988 (kbk wz. 88) megjelöléssel.
A fegyver tervezését B. Szpaderski vezette mérnökcsapat végezte. A gépkarabély csak behajtható fém válltámasszal készült a radomi Łucznik fegyvergyárban.

## Leírás

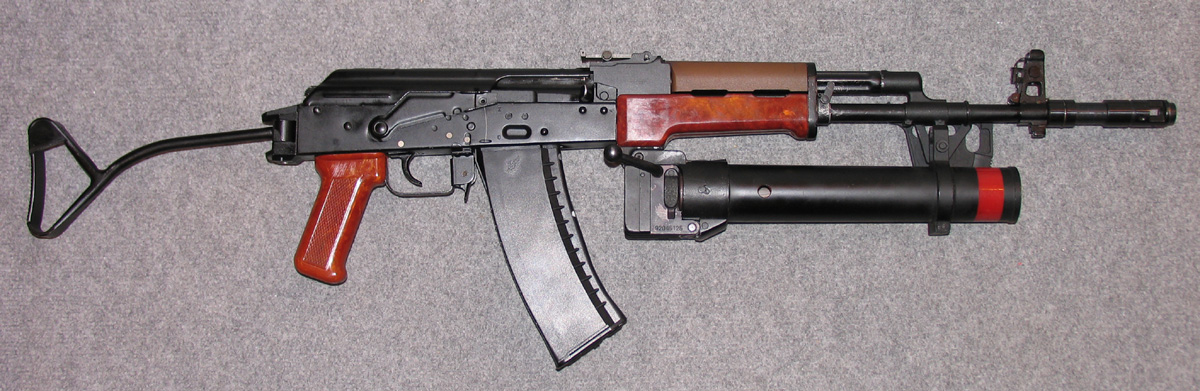
A karabinek-granatnik wz. 1974 változat a wz. 74 Pallad cső alá szerelhető gránátvetővel.

A Tantal váltható tűzállású, gázdugattyús, forgó zárfejes reteszelésű fegyver.
A tűzváltókar a tok bal oldalán található, teljesen automata (a kart a „C” állásra állítva), fél-automata („P”) és hármas sorozatlövés („S”) módra állítható.
A fegyvert egy manuálisan állítható biztosítóval látták el (a tok jobb oldalán kapott helyet, csakúgy, mint az AKM esetében). A biztosítókart felső állásba tolva („Z” jel) bebiztosítjuk a fegyvert, alsó állásba tolva („O” jel) kibiztosítjuk a fegyvert. A Tantalhoz egy kétsoros ívelt szekrénytárat használnak, melyet szintetikus bakelitből vagy préselt lemezből készítenek, kapacitása 30 darab töltény.
A krómozott puskacsőben négy jobb irányú huzagolás található. Felszerelhető többfunkciós csőszájfékkel, melyet puskagránát kilövésére is lehet használni.
A Tantal tartozéka a fém behajható válltámasz (jobb oldalra lehet behajtani). A puskát fel lehet szerelni egy fából vagy műanyagból készült tusával is, melyeket az AKM vagy AK–74 gépkarabélyokhoz terveztek. Az alsó és felső előágy és a pisztolymarkolat bakelitből készül, habár egy kis számú Tantalt fekete polimer előággyal és pisztolymarkolattal is gyártottak. A wz. 1996 Beryl gépkarabélyhoz tervezett előágyakat is fel lehet szerelni a Tantalra.
A fegyvert mechanikusan állítható nyílt irányzékokkal látták el. Az első irányzékot 1-től 10-ig terjedő skálán lehet állítani (ez 100-tól 1000 méterig terjedő távolságokat fed le). Továbbá az irányzék el van látva rádium gázzal megvilágított üveggel, amely lehetővé teszi a gyenge fényviszonynál és közel sötétben való használatot.
A Taltalhoz járó felszerelés magában foglalja a következőket: három tartalék tölténytár, egy 6H4 típusú szurony hüvellyel, villaállvány, négy 15 töltényes töltőléc (lehetővé teszik a gyors tár-újratöltést), egy töltőléc-vezető, tisztítófelszerelés, vállszíj, tártok és kenőanyag tartály.
A wz. 88 gépkarabély az 5,45×39 mm-es köztes lőszert tüzeli, annak szabványos, nyomjelző vagy gyakorló változatait, melyeket helyileg a Zakłady Metalowe „Mesko” gyárban készítenek Skarżysko-Kamienna városában.

## Változatok
A Tantalt használták az Onyks gépkarabély, a karabinek-granatnik wz. 1974 gépkarabély/gránátvető kombináció és a wz. 1988 éjszakai változatának kifejlesztésénél, melyet egy szereléksínnel láttak el, amelyre egy NSP–3 éjszakai irányzékot lehet felszerelni. Létezett a wz. 1988-nak egy változata, a Kbk. 1990, amely egy 5,56 mm-es lőszerre kifejlesztett prototípus volt, de a lengyel hadsereget nem érdekelte az ötlet kifejlesztése.

## Fordítás
- Ez a szócikk részben vagy egészben  a   Kbk wz. 1988 Tantal című angol Wikipédia-szócikk ezen változatának fordításán alapul.  Az eredeti cikk szerkesztőit annak laptörténete sorolja fel. Ez a jelzés csupán a megfogalmazás eredetét és a szerzői jogokat jelzi, nem szolgál a cikkben szereplő információk forrásmegjelöléseként.